# 妖しのセレス オリジナル・サウンドトラック Vol.2
『妖しのセレス オリジナル・サウンドトラック Vol.2』は、テレビアニメ『妖しのセレス』のサウンドトラック。2000年9月20日にポニーキャニオンよりリリース。

## 解説
前サウンドトラック『妖しのセレス オリジナル・サウンドトラック』より約3ヵ月後のリリース。前作同様にサウンドトラックは酒井良が作曲している。
またDAY-BREAKが歌うエンディングテーマ「Cross My Heart」、岩男潤子が歌うオープニングテーマ「スカーレット」のアレンジ「“Scarlet”for Preview」が収録されている。

## 収録曲
1. 下界へ下りし者
  - 作曲：酒井良
2. 夜明けの追跡者
  - 作曲：酒井良
3. 想い
  - 作曲：酒井良
4. 今この瞬間
  - 作曲：酒井良
5. 出現
  - 作曲：酒井良
6. 悲しみの天女
  - 作曲：酒井良
7. ひとり、護る
  - 作曲：酒井良
8. 黒い群れ
  - 作曲：酒井良
9. 南からの風
  - 作曲：酒井良
10. 証し
  - 作曲：酒井良
11. 遥かなる彷徨
  - 作曲：酒井良
12. スカイラーキング
  - 作曲：酒井良
13. 神々しき世界
  - 作曲：酒井良
14. 同志
  - 作曲：酒井良
15. 歪んだ欲望
  - 作曲：酒井良
16. Throbbing in the Moonlight〜Eastern Brutal Beats
  - 作曲：酒井良
17. Cross My Heart(126 sec.edit)
  - 作詞：森由里子、作曲：酒井良、歌：DAY-BREAK
18. “Scarlet”for Preview
  - 作曲：澤近泰輔